# Cinara spiculosa
Cinara spiculosa är en insektsart. Cinara spiculosa ingår i släktet Cinara och familjen långrörsbladlöss. Inga underarter finns listade i Catalogue of Life.